# OKAJI
OKAJI（1974年 - ）は、神奈川県横浜市生まれのシンガーソングライターである。

## 来歴
中学3年当時、フォークソングにあこがれ音楽をはじめる。

## ディスコグラフィ

### ソロ
- 8月21日〜願いはひとつ〜[2]（2013年7月5日[要検証 – ノート]、7曲入り、kazeレーベル-025）
- 月がカケルそのまえに（2014年1月19日、カップリング「歩きつづけます」、作詞・作曲：目黒寿安）
- 2020年10月 7年ぶりnewalbum「ATTHETIME~あのころ、そしてこれから~」発表　プロデュースに笛吹利明氏・井上ともやす氏を迎えた
- 2022年ミニアルバム「遠い街のきみへ」発表　プロデュースに笛吹利明氏を迎える。ナイツのニッポン放送「ナイツザ・ラジオショー」で主題曲「遠い街のきみへ」がonairされ話題となる